# The Gay Desperado
The Gay Desperado és una comèdia musical estatunidenca de 1936 dirigida per Rouben Mamoulian i protagonitzada per Nino Martini, Ida Lupino i Leo Carrillo. Ambientada a Mèxic, la trama segueix el bandit Pablo Braganza, interpretat per Carrillo, que, influït per les pel·lícules de gàngsters, obliga un jove cantaire, Chivo (Martini), a unir-se a la seva banda. Després d'assaltar una emissora de ràdio i segrestar Jane (Lupino), la banda s'endinsa al desert. La pel·lícula es caracteritza per la seva mescla d'humor absurd, paròdia del cinema negre i una gran dosis d'exotisme musical. The Gay Desperado destaca pel seu estil excèntric i l'elegància subversiva, amb elements propers a les pel·lícules dels germans Marx i les animacions de Tex Avery. Va guanyar el premi a Millor Director del Cercle de Crítics de Nova York el 1936.